# Киевское (Гадячский район)
Киевское (укр. Київське) — село,
Саровский сельский совет,
Гадячский район,
Полтавская область,
Украина.
Код КОАТУУ — 5320486903. Население по переписи 2001 года составляло 34 человека.

## Географическое положение
Село Киевское примыкает к селу Сары.

## История
- 1622 — дата основания.

## Экономика
- Птице-товарная ферма.